# 적격전환대출
적격전환대출은 한국주택금융공사가 정한 요건에 따라 기존대출 채무자의 채무를 조정하여 상환부담을 줄여주기 위해 취급되는 대출을 의미한다.
주택담보대출 원리금 상환에 어려움을 겪고 있는 하우스푸어를 지원하기 위해 「서민주거안정을 위한 주택시장 정상화 종합대책」(2013.04.01)의 일환으로 추진되었으며, 주택 보유를 희망하는 실수요 목적의 주택구입자로서 일시적으로 원리금 상환에 부담을 겪는 정상 차주를 지원하기 위한 제도이다. 4%대 초반의 낮은 고정금리대출을 통해 금리변동위험없이 하우스푸어의 이자부담을 경감하고, 가계의 실질가처분 소득을 증가시켜 가계부채 안정화에 기여할 것으로 예측하고 있다.

## 대출형태
1. 채무자 요건
  1. 부부합산 연소득 6천만원 이하
  2. 부부기준 1주택 보유자
  3. 신용정보 및 해제정보 없을 것
2. 대출 요건
  1. 기존대출이 원리금 분할상환 중이거나 거치기간 종료일 또는 만기가 3개월 이내에 도래하는 대출
  2. 전체 대출기간의 1/2이상 경과 또는 대출실행일로부터 3년 이상 경과한 대출
  3. 대출신청일을 기준으로 최근 3개월 이내에 30일이상 연속하여 연체된 기록이 없는 대출
3. 양수요건
  1. 기존대출의 LTV[2]를 그대로 적용하나, DTI[3]는 신규대출 적용기준에 따라 산정
  2. 기존대출 잔액 이내에서 최대 2억원
  3. 고정금리
  4. 대출 만기는 10년, 15년, 20년, 30년 중 선택
  5. 일시상환 또는 분할상환 방식을 의미한다 (만기일 지정상환은 포함하지 않음)
  6. 비거치식 취급이 원칙 (다만, 퇴직·폐업했거나 부부합산소득이 감소한 경우 최장 10년 이내 거치기간 설정이 가능)
4. 담보조건
  1. 6억원 이하의 주거용 아파트 또는 기타주택(연립주택, 다세대주택, 단독주택)에 대하여 1순위 저당권을 설정하는 조건으로 담보 설정을 할 수 있다. 다만, 부동산에 소유권에 관한 권리침해나 저당권에 우선하는 제한물권이 존재하지 않아야 한다.
5. 중도상환 수수료
  1. 3년 이내에 조기(중도)상환된 원금에 대하여 1.5%의 수수료가 부과된다.